# Antony Cordier
Antony Cordier   (Tours, 17 de febrer de 1973) és un director de cinema francès. Per a Emily Barnett d'Inrockuptibles, Antony Cordier encarna a través de les seves dues primeres pel·lícules "la propera generació del cinema francès, com Maurice Pialat o Jean-Claude Brisseau, en la seva poderosa representació dels cossos i els seus desitjos".

## Filmografia
- 2010: Happy Few
- 2005: Douches froides
- 2000: La vie commune
- 2000: Beau comme un camion

## Premis i nominacions

### Premis
- 2005: Premi Louis Delluc a la primera pel·lícula per Douches froides
- 2006: Grand Prix del Festival de Taipei per Douches froides
- 2006: Grand Prix del Festival de Verona per Douches froides
- 2005: Premi de la Fondation Barrière per Douches froides
- 2005: Premi de la Crítica, Cinéstival Marsella per Douches froides
- 2000: Premi especial del Jurat, Festival de Clermont-Ferrand per Beau comme un camion

### Nominacions
- 2005: César al millor Primer Film per Douches froides